# Larus vegae
Larus vegae és una espècie de gavines del gènere Larus. És, per tant, un ocell marí de la família dels làrids (Laridae). Habita en estiu el nord-est de Sibèria i zona de Mongòlia, arribant en hivern fins a la Xina, Corea i sud del Japó.

## Descripció
Larus vegae és similar al gavià argentat, però és d'un gris lleugerament més fosc a la part superior. El cap el té molt ratllat de marró a l'hivern, especialment a l'esquena i als costats del coll formant un collar. Les potes solen ser de color rosa brillant. Els individus del primer i segon hivern són més foscos que L. mongolicus similar, sobretot a la coroneta del cap, on mongolicus, fins i tot al primer i segon hivern, són una mica més pàl·lids. Gairebé tot el cos de L. vegae de primer i segon hivern mostra taques i ratlles marrons més fosques. Les gavines adultes a l'hivern sovint es poden confondre amb el gavià de Kamxatka (L. schistisagus), d'aspecte molt similar, i la gavina occidental (L. occidentalis), però el gris de la L. vegae és més clar que el de les dues espècies similars. El color dels ulls és variable, però tendeix a ser fosc amb un anell orbital vermell. El bec és groc amb una taca vermella, excepte en les gavines de primer i segon hivern, on el bec pot ser gairebé completament de gris fosc a negre, amb la part grisa reduint-se fins que arriba a la maduresa.
Els individus de la part nord-oest de la seva àrea de cria són més pàl·lides a la part superior. De vegades es consideren una subespècie separada anomenada gavina de Birula (Larus vegae birulai).

## Distribució i hàbitat
Larus vegae cria al nord-est de Sibèria i migren cap al sud per hivernar al Japó, Corea, l'est de la Xina i Taiwan. Es veuen regularment a l'illa de Sant Llorenç i a Nome, Alaska, i hi poden criar. També hi ha registres d'altres parts de l'oest d'Alaska, i alguns registres fotodocumentats de Washington i Califòrnia. Durant l'hivern, se solen trobar en ports, costes rocoses i desembocadures de rius.

## Taxonomia
La seva classificació encara és controvertida i incerta. Es tracta de diverses maneres com una espècie separada, com una subespècie del gavià argentat americà (L. smithsonianus) o inclòs tant amb el gavià argentat americà com amb el gavià argentat europeu a L. argentatus. Larus mongolicus es considerava anteriorment una subespècie de L. vegae. Va ser descrit el 1887 a partir d'exemplars recollits a l'expedició Vega de 1878-1880 al vaixell suec SS Vega.